# Balthazar de Bonnet
Pour les articles homonymes, voir de Bonnet.
Balthasar Alban Gabriel de Bonnet de Maureilhan de Polhès, né le 6 décembre 1813 à Béziers et mort le 6 mai 1904 à Paris, est un général français.

## Historique
Fils de l'officier émigré Alban-Étienne de Bonnet de Maureilhan de Polhès, baron de Polhès (1776-1861), Balthasar de Polhès s'engage comme élève de l'école spéciale militaire de Saint-Cyr en 1830 et en sort le 1er octobre 1832 avec la promotion du Firmament comme sous-lieutenant au 20e régiment d'infanterie légère, avec lequel il embarque pour l'Algérie. Il devient lieutenant le 26 avril 1837. Il participe aux deux expéditions de Constantine. En 1840, il prend part aux expéditions de Milianah et du col de Mouzaya. Il est blessé le 12 mai. Il est promu capitaine le 21 juin.
Revenu en France en 1841, il devient officier d'ordonnance du roi Louis-Philippe. Il devient chef de bataillon au 70e régiment d'infanterie le 22 septembre 1847. Il est fait officier de la Légion d'honneur après les événements de juin 1848.
Polhès retourne en 1851 en Algérie, province d'Oran, avec son nouveau régiment et y effectue plusieurs expéditions. Il est promu lieutenant-colonel du 25e régiment d'infanterie légère le 20 décembre 1853 et rejoint l'armée d'Orient où il est promu colonel au 3e régiment de zouaves le 21 mars 1854 à son arrivée en Crimée. En juin 1855, il se distingue à l'attaque du Mamelon-Vert. Le 18 août suivant, il mène son régiment à la bataille de Traktir. Polhès est blessé et cité à l'ordre de l'armée d'Orient.
Dans la foulée, il reçoit le commandement du Régiment de zouaves de la Garde impériale en formation en Crimée, qu'il ramène à Paris et reçoit le 8 octobre 1857 la croix de commandeur de la Légion d'Honneur. II reste au commandement jusqu'à l'entrée en campagne de l'armée française contre l'Autriche en 1859.
Il est promu général le 12 mars 1859 et commande en Italie la 2e brigade de la 1re division du 2e corps d'armée. En octobre 1867, le baron de Polhès bat l'armée de Garibaldi qui avait envahi le territoire pontifical.
Il est promu général de division le 27 février 1868. En 1870, il est mis en disponibilité pour une maladie grave des yeux. Rentré en activité le 20 février 1871, il forme quelques semaines plus tard six régiments provisoires d'infanterie au moyen des prisonniers revenant de captivité. Il les dirige sur l'armée de Versailles. 
Le général de Polhès est versé à la réserve le 3 mai 1878 et admis à la retraite le 22 janvier 1879. Il est décédé le 6 mai 1904, à Paris, à 90 ans.